# 厄瓜多爾南美航空
厄瓜多爾南美航空是一間總部位於厄瓜多爾瓜亞基爾的航空公司。為智利國家航空屬下的航空公司，提供定期客運航班來往美國至厄瓜多爾與厄瓜多爾國內。

## 歷史
厄瓜多尔南美航空于2002年7月成立，并于2003年4月28日开始运营。该公司由跨劳埃德（持股55%）和智利国家航空（持股45%）共同拥有。

## 機隊

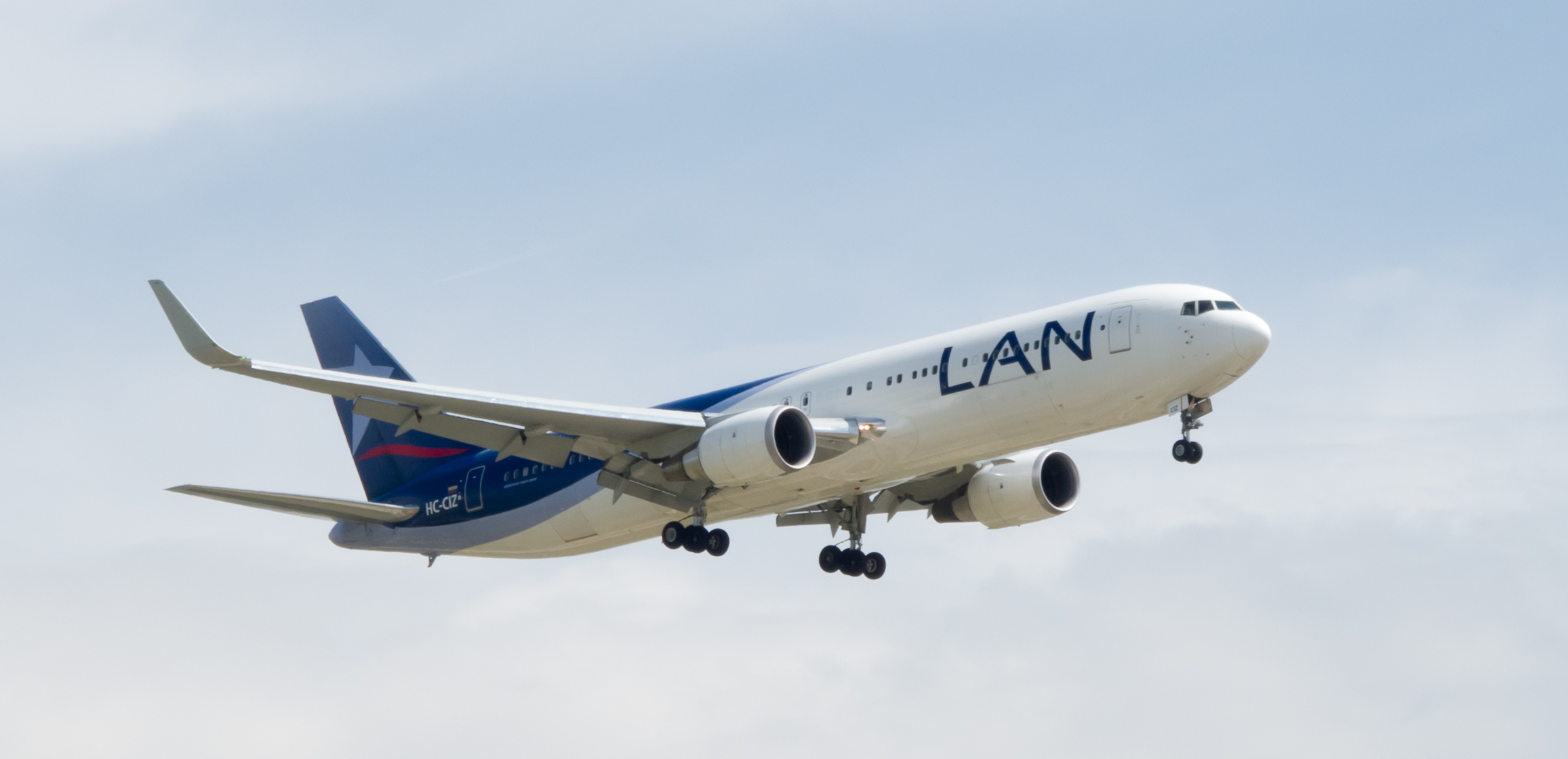
厄瓜多爾南美航空的波音767-316ER

截至2022年7月，厄瓜多爾南美航空營運以下機隊：
厄瓜多爾南美航空曾營運以下飛機:
| 機型             | 數量 | \| 引進 \| \| ---- \| | 退役 | 備註               |
| ---------------- | ---- | --------------------- | ---- | ------------------ |
| 空中巴士A318-100 | 3    | 2009                  | 2011 | 轉移到智利南美航空 |
| 空中巴士A320-200 | 6    | 2011                  | 2014 | 轉移到智利南美航空 |
| 波音767-300ER    | 6    | 2008                  | 2012 | 轉移到智利南美航空 |
| 引進             |      |                       |      |                    |

### 機隊發展
南美航空集团宣布購買26架波音787型飛機會分配給智利南美航空、秘魯南美航空、阿根廷南美航空與厄瓜多爾南美航空。實際分配給厄瓜多爾南美航空的波音787型飛機數量未知，但是這些飛機將會取代現有的波音767-300ER型飛機。

## 外部連結
- 官方網站（页面存档备份，存于）